# Del Norte
Del Norte is een plaats (town) in de Amerikaanse staat Colorado, en valt bestuurlijk gezien onder Rio Grande County.

## Demografie
Bij de volkstelling in 2000 werd het aantal inwoners vastgesteld op 1705.
In 2006 is het aantal inwoners door het United States Census Bureau geschat op 1685, een daling van 20 (-1,2%).

## Geografie
Volgens het United States Census Bureau beslaat de plaats een oppervlakte van
2,2 km², geheel bestaande uit land. Del Norte ligt op ongeveer 2391 m boven zeeniveau.

## Plaatsen in de nabije omgeving
De onderstaande figuur toont nabijgelegen plaatsen in een straal van 48 km rond Del Norte.

## Geboren
- Kent Rominger (1956), astronaut